# William Arms Fisher
William Arms Fisher (* 27. April 1861 in San Francisco; † 18. Dezember 1948 in Boston) war ein US-amerikanischer Komponist, Musikhistoriker und -verleger.
Fisher studierte am National Conservatory of Music of America in New York bei Horatio Parker und Antonín Dvořák. Er war mit Dvořák befreundet und setzte sich gemeinsam mit ihm für die farbigen Studenten am National Conservatory ein. Bekannt wurde sein Arrangement des zweiten Satzes von Dvořáks Sinfonie Aus der Neuen Welt mit dem Text Goin’ Home, das auch für mehrere Film-Soundtracks verwendet wurde. Er arrangierte zahlreich Negro Spirituals und veröffentlichte 1926 die Sammlung Seventy Negro Spirituals.
1897 wurde Fisher Direktor für Publikationen, 1926 Vizepräsident der Oliver Ditson Company in Boston, für die er vierzig Jahre lang arbeitete. Zweimal war er Präsident der Music Teachers National Association. Als Musikhistoriker interessierte er sich besonders für die amerikanische Musik des 18. und frühen 19. Jahrhunderts und veröffentlichte u. a. die Bücher Notes on Music in Old Boston (Boston, 1918) und One Hundred and Fifty Years of Music Publishing in the United States (Boston, 1934) sowie die Anthologien Ye Olde New-England Psalm tunes 1620-1820 (Boston, 1930) und The Music that Washington Knew (Boston, 1931).